# シャラテッリ
シャラテッリ(Scialatielli)は、ショートパスタの一つである。断面は長方形でほぼ直線だがわずかにカーブし、形は不規則である。アマルフィ海岸のシェフのスペシャリテが発祥のカンパニア州のモダン料理の典型であるが、カラブリア州のカタンザーロやバジリカータ州のポテンツァ等、近隣地域にも広がっている。

## 用語
盛り付けた際にパスタが波打った縞のように見えるため、名前は、ナポリ語で「波立たせる」という意味の動詞scigliàから派生したscigliatielloまたはsciliatielloを語源とする。別の説としては、ナポリ語で「楽しむ、沢山使う」という意味のscialàと「鍋」という意味のtiellaに由来するというものである。

## 歴史
シャラテッリは、イタリアの他の多くのパスタと比べると新しくできたものである。イタリア人のシェフであるエンリコ・コセンティーノ(Enrico Cosentino)が1960年代末にこの形を発明した。彼は出身地でもあるアマルフィの地元のレストランに勤めていたが、1978年に国際料理コンテストでアントルメティエ賞を受賞したことで、広く知られるようになった。